# Charles Émile Alexandre
Pour les articles homonymes, voir Alexandre.
 (novembre 2022).
Charles Émile Alexandre est un homme politique français né le 23 août 1821 à Morlaix (Finistère) et décédé le 9 janvier 1890 à Charnay-lès-Mâcon (Saône-et-Loire).
Ancien secrétaire de Lamartine, il est représentant de Saône-et-Loire de 1871 à 1876, et siège au centre gauche.

## Sources
- « Charles Émile Alexandre », dans Adolphe Robert et Gaston Cougny, Dictionnaire des parlementaires français, Edgar Bourloton, 1889-1891 [détail de l’édition] [texte sur Sycomore]